# Saima Lehmus
Saima Lehmus-Veijonen, född 23 augusti 1895, död 1974, var en finländsk skådespelare. Lehmus var syster till sångaren och skådespelaren Väinö Lehmus och gift med skådespelaren Onni Veijonen.

## Filmografi[1]
- Kilu-Kallen ja Mouku-Franssin kosioretki, 1920
- Kun solttu-Juusosta tuli herra, 1921
- Sunnuntaimetsästäjät, 1921